# 甲萘威
甲萘威，也译为加保利（英語：Carbaryl，化学名：1-萘基-N-甲基氨基甲酸酯，1-Naphthyl-N-Methylcarbamate，化学式C12H11NO2），是一种氨基甲酸酯类的杀虫剂，常温常压下为无色固体，由美國聯合碳化物公司在1958年开发，2002年被拜耳公司收购，商品名：Sevin。